# دهستان فرمهین
دهستان فرمهین یکی از دهستان‌های استان مرکزی است که در بخش مرکزی شهرستان فراهان واقع شده است.
روستاهای تابع آن عبارتند از: =حرآباد، خوشدون، کمال‌آباد بالا، کمال‌آباد پائین، مصلح‌آباد، حاتم‌آباد، نظام‌آباد، ولاشجرد، شمس‌آباد، آهنگران، بورقان، جونوش، دولت‌آباد، غیاث‌آباد، برزآباد، عراقیه، عزیزآباد، ذلف‌آباد، جلال‌آباد، مجدآباد نو، خلت‌آباد، مجدآباد کهنه، نوده حاجی نبی، علی‌آباد، اسفین، حسین‌آباد، شتریه، کمرک، گازران، اشقل، تبرته، کودزر، مخلص‌آباد، وروان، اقازیارت، دستجان، زنگارک، سقرجوقک